# Jassidophaga villosa
Jassidophaga villosa – gatunek muchówki z podrzędu krótkoczułkich i rodziny Pipunculidae.
Gatunek ten opisany został w 1840 roku przez Karla L.F. von Rosera jako Pipunculus villosa.
Muchówka o ciele długości od 4 do 4,5 mm i czarnym owłosieniu. Podobna, ale ciemniej ubarwiona niż J. pilosa. Głowa jej ma srebrzyście opylone twarz i czoło. Tułów cechują brunatnoszaro opylone boki oraz matowoczarne śródplecze i tarczka. Skrzydła są przydymione z ciemną pterostigmą. Ich użyłkowanie odznacza się nierozwidloną żyłką medialną M1+2. Przezmianki i łuseczki tułowiowe ma brunatno ubarwione. Odnóża są czarne z jaśniejszymi nasadami ud, końcami goleni i nasadami stóp. Wewnętrzna strona uda pozbawiona jest trójkątnego wyrostka.
Owad w Europie znany z Hiszpanii, Francji, Wielkiej Brytanii, Norwegii, Szwecji, Finlandii, Belgii, Holandii, Niemiec, Danii, Szwajcarii, Austrii, Włoch, Polski, Czech, Słowacji, Węgier, Rumunii, Łotwy, Estonii i północnej Rosji. Ponadto występuje we wschodniej Palearktyce. Owady dorosłe są aktywne od maja do lipca.